# Razija Mujanović
Razija Mujanović, verheiratet Razija Brčaninović, später Razija Gibanica (* 15. April 1967 in Čelić, Sozialistische Republik Bosnien und Herzegowina, Jugoslawien) ist eine ehemalige bosnische Basketballspielerin.

## Laufbahn

### Karriere
Mujanović begann ihre Karriere beim ŽKK Jedinstvo in Tuzla. In den folgenden Jahren spielte sie auch in Italien, Spanien, Brasilien, den Vereinigten Staaten und Kroatien. Während ihrer Karriere gewann sie 12 mal die nationale Meisterschaft mit ihrer Mannschaft (1988, 1990, 1992 bis 1998, 2002, 2003 und 2005) sowie einmal den nationalen Pokal (1992). Viermal gewann sie die Euroleague (1989, 1992, 1994 und 1995). Während ihrer Karriere wurde sie dreimal von der Zeitung La Gazzetta dello Sport zur besten europäischen Basketballspielerin (1991, 1994 und 1995) gewählt.

### WNBA
Am 27. Januar 1998 wurde Mujanović bei der Initial Player Allocation der WNBA ausgewählt und der Detroit Shock zugewiesen. Ihr erstes Spiel bestritt sie am 13. Juni 1998 bei der 69:78-Niederlage gegen die Charlotte Sting, wo sie mit 22 Punkten und 13 Rebounds ein Double-Double erzielte.
Mujanović war in allen 30 Spielen der Saison 1998 Starting Center für die Shock, wobei sie im Durchschnitt 9,1 Punkte und 5,1 Rebounds in 23,2 Minuten pro Spiel erzielte. Das Team beendete die Saison mit einer Bilanz von 17:13 und verpasste die Playoffs. Obwohl sie ein erfolgreiches Jahr mit dem Team hatte, war die Saison 1998 die einzige Saison von Mujanović in der WNBA.
Da die Shock die Playoffs verpassten, war das letzte Spiel der regulären Saison der Shock auch Mujanović’ letztes WNBA-Spiel. Dieses Spiel fand am 19. August 1998 statt und die Shock gewannen gegen die New York Liberty mit 82:68, wobei Mujanović 16 Punkte, 7 Rebounds, 2 Assists und 1 Block erzielte.

### Nationalmannschaft
Mit der jugoslawischen Basketballnationalmannschaft der Damen gewann Mujanović Silber bei den Olympischen Sommerspielen 1988, der Basketballweltmeisterschaft 1990 sowie den Europameisterschaften 1987 und 1991. Später spielte sie in der bosnisch-herzegowinischen Basketballnationalmannschaft, mit der sie bei den Mittelmeerspielen 1993 Gold gewann. Ihr letztes Spiel in der Nationalmannschaft bestritt Mujanović im September 2007.
Am 21. September 2017 wurde Mujanović in die FIBA Hall of Fame aufgenommen.